# Zoraida obscura
Zoraida obscura är en insektsart som beskrevs av Melichar 1914. Zoraida obscura ingår i släktet Zoraida och familjen Derbidae. Inga underarter finns listade i Catalogue of Life.